# Classe Regioni
La classe Regioni était une classe de six croiseurs protégés construits pour la Regia Marina italienne (Marine royale italienne) de la fin des années 1880 au début des années 1900.
La classe se composait du Umbria, Lombardia, Etruria, Liguria, Elba, et Puglia, qui portaient tous le nom d'une région d'Italie, à l'exception du Elba, qui portait le nom de l'île. La classe est parfois appelée classe Umbria, en raison du premier navire construit.
Les navires, construits par quatre chantiers navals différents, variaient légèrement dans leur taille, leur vitesse et leur armement, mais tous pouvaient filer à environ 18 nœuds (33 km/h) et leur armement principal consistait en quatre canons de 15 centimètres et six canons de 12 cm.
Les navires ont joué divers rôles au cours de leur carrière, notamment celui d'éclaireurs pour la flotte principale, de croiseurs coloniaux et de représentants de l'Italie lors d'événements étrangers majeurs. Le Elba a observé la guerre russo-japonaise, notamment la bataille de la baie de Chemulpo en 1904, où il a recueilli des survivants russes. Le Lombardia a été transformé en navire de dépôt pour sous-marins en 1906. Le Elba et le Liguria sont équipés de ballons d'observation en 1907-1908. En 1910, le Umbria est vendu à Haïti et rebaptisé Consul Gostrück, mais il coule rapidement sous la garde de son équipage inexpérimenté. Les navires restants, à l'exception du Lombardia, ont pris part à la guerre italo-turque en 1911-1912, où ils ont fourni un appui de tir aux troupes italiennes, bombardé les ports ottomans et instauré un blocus en mer Rouge.
Lors de la Première Guerre mondiale, la plupart des navires avaient été retirés pour jouer des rôles secondaires, le Elba ayant été transformé en ravitailleur d'hydravions. Le Puglia était le seul membre de la classe à jouer un rôle actif, basé à Durrës. Le Etruria est délibérément détruit par la Regia Marina dans le cadre d'une opération de camouflage contre l'Autriche-Hongrie. Les autres navires ont été démantelés au début des années 1920, mais la section avant du Puglia a été conservée au musée Vittoriale degli italiani.

## Conception
La conception de la classe Regioni, parfois appelée classe Umbria d'après le premier navire construit, a été préparée par l'architecte naval Edoardo Masdea, et c'était le premier croiseur protégé conçu en Italie. Tous les navires précédents de ce type avaient été conçus en Grande-Bretagne, ou dans le cas de la classe Etna, des copies agrandies du Giovanni Bausan conçu par les Britanniques. En tant que première tentative, les navires de la classe Regioni se sont avérés décevants, en raison de leur vitesse lente et de leur protection blindée insuffisante.

### Caractéristiques générales et machines
Plan et dessin de profil de la classe Regioni
Les dimensions des six navires variaient légèrement. Les navires mesuraient 80 à 83,2 mètres de long à la ligne de flottaison et 88,25 m de long hors-tout. Ils avaient une largeur de 12,03 à 12,72 m et un tirant d'eau de 4,67 à 5,35 m. Les navires avaient un déplacement normal de 2 245 à 2 689 tonnes longues (2 281 à 2 732 t) et de 2 411 à 3 110 tonnes longues (2 450 à 3 160 t) à pleine charge. Les navires ont été conçus à l'origine avec un gréement avant et arrière, mais celui-ci a été rapidement supprimé. À la place, ils étaient équipés de deux mâts équipés d'un mât de repérage. Ils avaient un équipage de 213 à 278 personnes.
Le système de propulsion des cinq premiers navires était constitué d'une paire de moteurs à vapeur horizontaux à triple expansion, tandis que le Puglia était équipé de machines verticales à triple expansion. Les moteurs entraînaient une paire d'hélices. La vapeur était fournie par quatre chaudières cylindriques à tubes de fumée, qui étaient évacuées dans une paire de cheminées sur la ligne centrale.
Lors de ses essais de vitesse, le Umbria a atteint un maximum de 19 nœuds (35 km/h) à 7 400 chevaux-vapeur (CV) indiqués (5 500 kW). La Lombardia a atteint 18,4 nœuds (34,1 km/h) à 6 010 CV (4 480 kW), tandis que le Etruria a atteint 18,3 nœuds (33,9 km/h) à 7 018 CV (5 233 kW). Liguria a fait 18,1 nœuds (33,5 km/h) à 5 536 ihp (4 128 kW) et le Elba, le membre le plus lent de la classe, a fait 17,9 nœuds (33,2 km/h). Le "Puglia" était de loin le plus rapide, capable de naviguer à une vitesse de 20 nœuds (37 km/h). Les navires avaient un rayon de croisière d'environ 2 100 milles nautiques (3 900 km) à une vitesse de 10 nœuds (19 km/h).

### Armement et blindage

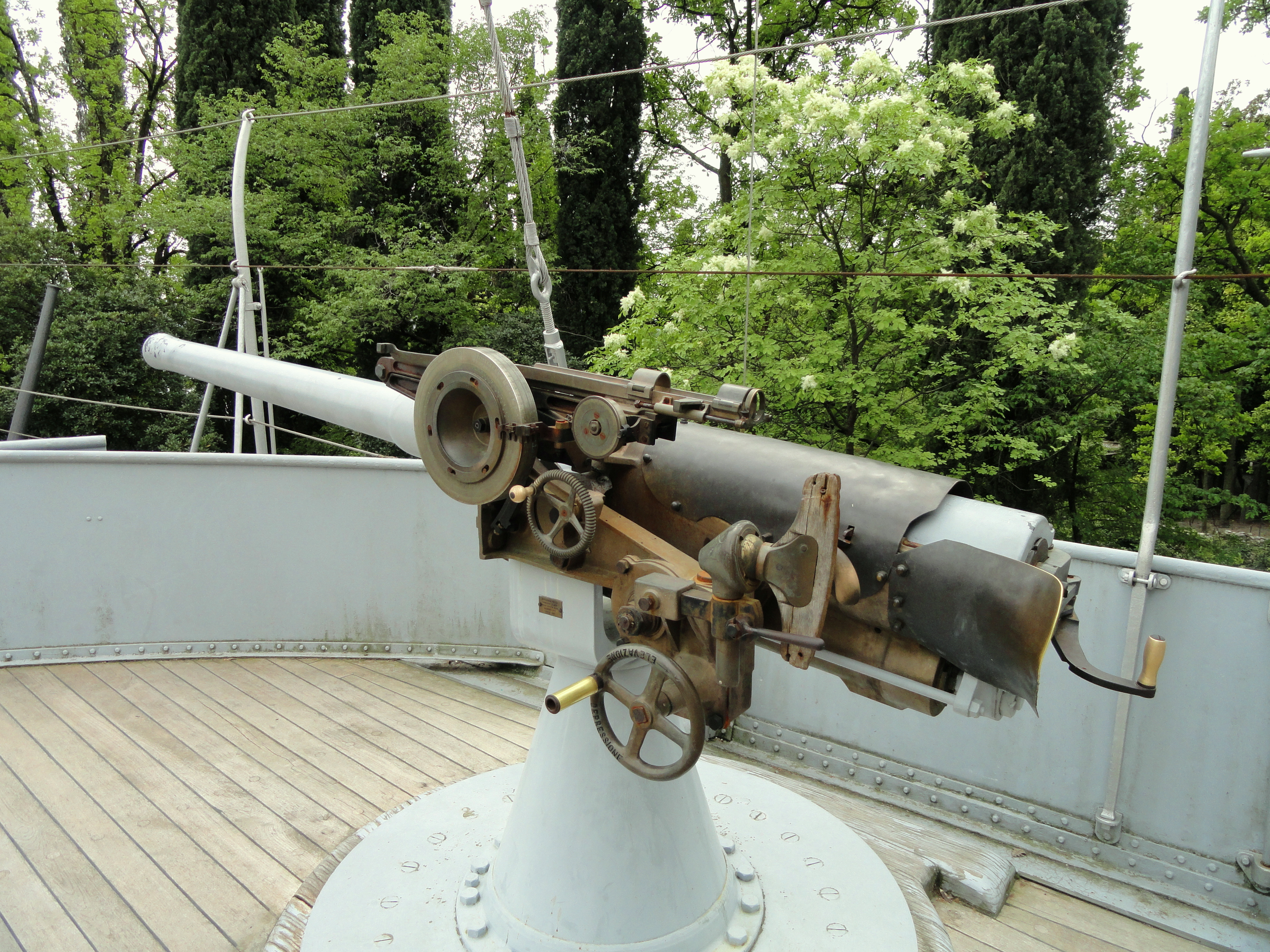
Un des canons légers du Puglia

Les six navires étaient armés d'une batterie principale de quatre canons de 15 cm L/40 montés séparément, deux côte à côte à l'avant et deux côte à côte à l'arrière. Une batterie secondaire de six canons de 12 cm L/40 était placée entre les deux, avec trois sur chaque flanc. L'armement léger des navires varie. Tous les navires, à l'exception du Lombardia, étaient équipés de huit canons de 57 mm, qui en comptait deux de plus. Le Umbria était également équipée d'un canon de 75 mm et de neuf canons de 37 mm, tandis que le Puglia disposait de huit canons de 37 mm et le Elba de six canons. La Liguria et le Etruria n'avaient que deux canons de 37 mm, et la Lombardia n'en avait aucun. Les six navires avaient une paire de mitrailleuses et deux tubes lance-torpilles de 450 mm.
L'armement des navires a été révisé à plusieurs reprises tout au long de leur carrière. En 1905, chaque navire avait vu deux de ses canons de 15 cm remplacés par deux canons supplémentaires de 12 cm, et sa batterie secondaire était normalisée à huit canons de 57 mm et huit canons de 37 mm, à l'exception du Puglia, qui avait six et deux canons, respectivement. Les deux tubes lance-torpilles de la Puglia avaient également été retirés à ce moment-là. En 1914, tous les canons de 15 cm du Liguria ont été retirés, ainsi que six des canons de 37 mm. Son armement a encore été réduit en 1917 lorsqu'il a été transformé en chasseur de mines; à ce moment-là, il ne montait que six canons de 12 cm et deux canons de 37 mm. À partir de 1915, le Etruria et le Lombardia ne sont plus équipés que de six canons de 12 cm, six canons de 57 mm pour le Etruria et huit pour le Lombardia, deux canons de 37 mm et leurs tubes lance-torpilles. En même temps, le Elba est réarmé avec six canons de 12 cm, deux canons de 37 cm et une mitrailleuse ; il conserve ses tubes lance-torpilles.
Les cinq premiers navires étaient protégés par un pont de 50 mm d'épaisseur, qui s'inclinait vers le bas sur les côtés de la coque afin de fournir une mesure de protection verticale contre les tirs entrants. Leur tour de contrôle avait des côtés de 50 mm d'épaisseur. Le Puglia avait un pont de seulement 25 mm d'épaisseur, bien qu'il ait la même épaisseur de blindage sur sa tour de contrôle.

## Unités
| Umbria    | Cantiere navale fratelli Orlando          | 1er août 1888     | 23 avril 1891     | 16 février 1894   |
| Lombardia | Regio Cantieri di Castellammare di Stabia | 19 novembre 1889  | 12 juillet 1890   | 16 février 1893   |
| Etruria   | Cantiere navale fratelli Orlando          | 1er avril 1889    | 23 avril 1891     | 11 juillet 1894   |
| Liguria   | Ansaldo                                   | 1er juillet 1889  | 8 juin 1893       | 1er décembre 1894 |
| Elba      | Regio Cantieri di Castellammare di Stabia | 22 septembre 1890 | 12 août 1893      | 27 février 1896   |
| Puglia    | Arsenal de Tarente                        | Octobre 1893      | 22 septembre 1898 | 26 mai 1901       |

## Histoire du service

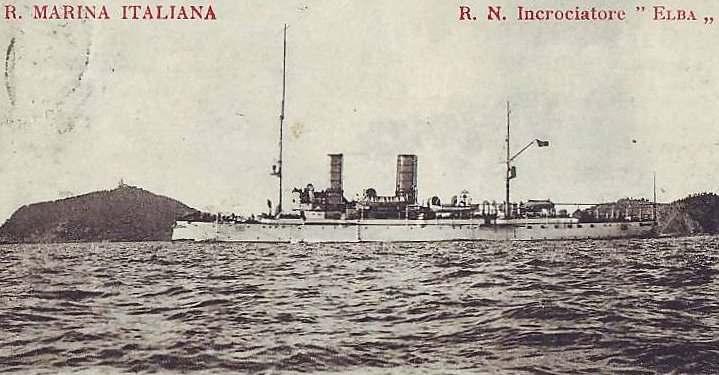
Le Elba vers 1899.

Les navires de la classe Regioni ont servi dans une variété de rôles tout au long de leur carrière. Leur première décennie de service a été marquée par de fréquents déploiements à l'étranger, entrecoupés de séjours dans la flotte italienne principale, où ils servaient d'éclaireurs pour les cuirassés. En 1895, le Etruria et une grande partie de la flotte principale se sont rendus en Allemagne pour les cérémonies d'ouverture du canal Kaiser Wilhelm. Le Lombardia était stationnée en Amérique du Sud en 1896, lorsqu'une épidémie de fièvre jaune a tué la moitié de son équipage alors qu'elle se trouvait à Rio de Janeiro. En 1897, le Umbria et le Liguria ont été affectées à l'escadron des croiseurs de la flotte principale. Le Lombardia a été déployée en Chine en 1901, où elle a remplacé le Elba, et au Somaliland italien en 1903. Là, elle a brièvement affronté des rebelles somaliens.
Le Elba était présent en Corée pendant la guerre russo-japonaise, qui se déroulait principalement en Mandchourie voisine. Il a assisté à la bataille de la baie de Chemulpo en février 1904 et a sauvé des survivants russes avec des croiseurs britanniques et français. En 1905, le Umbria a représenté l'Italie à la Lewis and Clark Centennial Exposition à Portland, Oregon{. Le Lombardia a été transformé en navire de dépôt pour sous-marins en 1906-1908. Le Etruria a visité les États-Unis deux fois pour des événements majeurs, la Jamestown Exposition en 1907 et la Hudson-Fulton Celebration en 1909,. Le Elba et le Liguria ont été modifiés pour permettre l'utilisation d'un ballon d'observation afin d'aider à repérer les mines navales, qui étaient plus facilement visibles depuis les airs. En décembre 1910, le Umbria est vendu à la Marine haïtienne et rebaptisé Consul Gostrück, mais il coule peu après le transfert en raison de l'inexpérience de son nouvel équipage. Il a été vendu à la ferraille en 1913,.

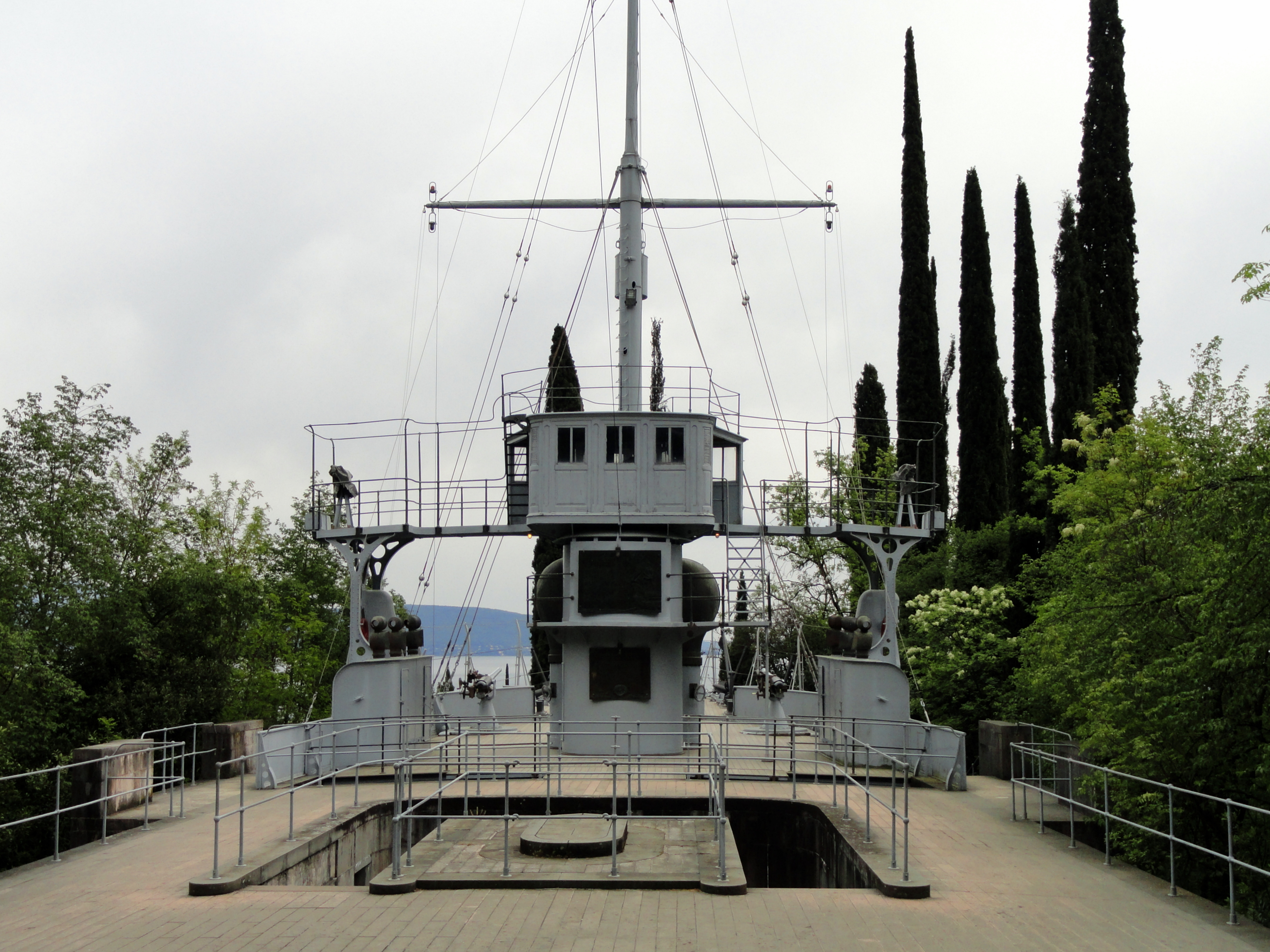
La proue du Puglia, conservée au musée Vittoriale degli italiani

Tous les navires restants participent à la guerre italo-turque de 1911-1912, à l'exception du Lombardia qui est stationné dans l'Adriatique. Le Etruria et le Liguria ont pris part à l'assaut de Benghazi et ont ensuite fourni un appui en tir aux forces italiennes en Afrique du Nord. Le Puglia était stationnée en Afrique de l'Est pendant toute la durée de la guerre, et a fréquemment bombardé les ports ottomans. Elles ont notamment effectué une attaque de diversion qui a permis au croiseur Piemonte et à deux destroyers de couler ou de faire échouer une flottille de sept canonnières ottomanes lors de la bataille de la baie de Kunfuda. En janvier 1912, le Liguria et le Elba rejoignent la flotte en mer Rouge, où ils imposent un blocus aux ports ottomans de la région, couplé à de fréquents bombardements des positions ottomanes.
En 1914, le Elba a été transformée en la première annexe dédiée aux hydravions de la flotte italienne. Le Puglia est le seul navire de la classe à jouer un rôle actif dans la Première Guerre mondiale; en 1915, alors qu'il patrouillait au large de Durrës, il a brièvement rencontré le croiseur austro-hongrois SMS Novara (1913), qui a battu en retraite avant que les deux navires ne puissent ouvrir le feu. Il a couvert le retrait des éléments de l'armée serbe de Durrës et a bombardé l'armée austro-hongroise qui le poursuivait. Le Etruria a délibérément explosé à Livourne le 13 août 1918 pour faire croire à l'Autriche-Hongrie que son réseau d'espionnage, qui avait été complètement compromis, était toujours opérationnel.
Après la guerre, les navires survivants ont été mis au rebut alors que la marine réduisait ses effectifs aux niveaux du temps de paix. Le Elba a été vendu à la casse en janvier 1920, suivi de son navire-jumeau (sister ship) le Lombardia en juillet. Ce mois-là, le Puglia a été impliqué dans les troubles civils de Split, et le capitaine du navire et un autre marin ont été assassinés par un groupe de nationalistes croates. Le Liguria a été vendu en mai 1921 et démantelé. La Marine a vendu le Puglia en mars 1923, mais pendant son démantèlement, Benito Mussolini a fait don de sa section avant au musée Vittoriale degli italiani.

## Source
- (en) Cet article est partiellement ou en totalité issu de l’article de Wikipédia en anglais intitulé « Regioni-class cruiser » (voir la liste des auteurs).